# 331
331 (CCCXXXI) var ett normalår som började en fredag i den julianska kalendern.

## Händelser

### Okänt datum
- Konstantin den store främjar kristendomen starkt, genom att konfiskera egendomar och värdesaker i ett antal hednatempel runtom i riket under sina förföljelser av hedningarna.
- Konstantin instiftar en lag mot skilsmässa.
- Eusebios av Caesarea skriver Onomasticon.
- Gregorius Upplysaren drar sig tillbaka från världen; han dör under något av de närmast följande åren.

## Födda
- Jovianus, romersk kejsare.
- Julianus Apostata, romersk kejsare
- Monika av Hippo, helgon